# Cronologia della Resistenza italiana
Qualsiasi cronologia della Resistenza italiana non può che cominciare con il Proclama Badoglio dell'8 settembre 1943. Eppure, i venti mesi di Resistenza (fino al 25 aprile 1945) "sono il risultato di una scelta che viene da lontano" e presuppongono innanzitutto il fallimento delle iniziative belliche fasciste. Gli avvenimenti che più da vicino riguardano la guerra partigiana come guerra di liberazione del suolo italiano dall'invasore nazifascista si intersecano poi con diversi filoni dello scenario nazionale e internazionale, in cui si muovono alcuni attori principali, specialmente legati alla storia della Resistenza:
- gli Alleati e la loro avanzata in Italia;
- le formazioni partigiane, raggruppate dal giugno 1944 nel Corpo Volontari della Libertà;
- il Regio Esercito italiano;
- l'Esercito popolare di liberazione della Jugoslavia;
- i partiti politici italiani;
- la Chiesa cattolica;
- gli operai italiani;
- la Repubblica Sociale Italiana;
- il Terzo Reich;
- la monarchia sabauda e il cosiddetto Regno del Sud.

Gli eventi che precedono immediatamente l'inizio della Resistenza italiana e che ne rappresentano un importante presupposto sono:
- lo sbarco degli Alleati in Sicilia (Operazione Husky, che tra il 9 e il 10 luglio dà avvio alla campagna d'Italia, dopo la precedente Operazione Corkscrew dell'11-12 giugno)
- l'approvazione dell'Ordine del giorno Grandi (nella notte tra il 24 e il 25 luglio 1943), che sostanzialmente prevede da parte del Capo del Governo Benito Mussolini la restituzione del comando delle forze armate al re Vittorio Emanuele III
- la destituzione e l'arresto di Mussolini (25 luglio): questo fatto rappresenta la ripresa (ancora in forma embrionale) di una attiva cultura politica in Italia[3]

La Resistenza, in quanto decisa fase di rottura rispetto al ventennio fascista, prende dunque avvio solo dopo lo sbarco degli Alleati in Sicilia e dopo le due manovre parallele (di monarchia sabauda e di una parte del regime fascista) per svincolare il Regno d'Italia da Mussolini e quindi dall'alleanza con il Terzo Reich. L'obbiettivo è quello di "accreditare, verso gli Alleati non meno che verso la società italiana, l'esistenza e l'autorevolezza di un nuovo ceto politico". Raramente questo obbiettivo si presenterà integrato con lo scenario europeo e i destini della seconda guerra mondiale: in essa l'Italia non rappresenta uno scenario di primaria importanza, per cui la maturità dei tempi e la scansione delle varie fasi della guerra partigiana non sono decise da ragioni interne ma, più spesso, da scadenze imposte dall'esterno. A questo proposito, scrive Santo Peli che "la Resistenza probabilmente è durata troppo poco".

## 1943
Per la fine del 1943, i più importanti avvenimenti legati alla Resistenza in Italia sono l'armistizio con gli Alleati (di fatto, una vera e propria resa incondizionata), la fuga di re e Governo da Roma, l'esecuzione da parte tedesca dell'operazione Achse (in preparazione fin da maggio, consisteva nell'invasione del suolo italiano nel caso il Regno d'Italia fosse uscito dall'Asse), la dissoluzione del Regio Esercito e la sua cattura, il costituirsi della RSI (un nuovo stato fascista che intende proseguire la guerra accanto alla Germania e punire la scelta di Casa Savoia e di chi ha "tradito" l'alleanza con Hitler). Questi avvenimenti "avranno l'immediata conseguenza di sgretolare ogni quadro di riferimento istituzionale per la gran parte dei cittadini italiani".
- 3 settembre - con l'armistizio di Cassibile il Regno d'Italia cessa le ostilità contro gli Alleati: la sua entrata in vigore è prevista per il momento del suo pubblico annuncio.
- 8 settembre - il Capo del Governo, maresciallo Pietro Badoglio, rende pubblico l'armistizio di Cassibile attraverso un discorso letto alle 19.42 dai microfoni dell'EIAR, che passerà alla storia come Proclama Badoglio: nel comunicato non vi è nessun accenno esplicito alla Germania di Hitler, ex alleato.[8]
- 9 settembre
  - la famiglia reale fugge a Pescara, insieme a Badoglio, i ministri, i capi di stato maggiore, per poi raggiungere Bari, già in mano alleata.[9] La fuga, passata alla storia come "fuga di Brindisi", è "la pagina più brutta della guerra italiana e la dimostrazione del degrado morale delle alte gerarchie in vent'anni di dittatura"[10]
  - in un appartamento di Via Adda, a Roma, i rappresentanti dei partiti antifascisti costituiscono il primo Comitato di Liberazione Nazionale per "chiamare gli italiani alla lotta ed alla resistenza e per riconquistare all'Italia il posto che le compete nel consesso delle libere nazioni"[11].
- 27 - 30 settembre - nel corso delle quattro giornate di Napoli, la popolazione esasperata dal persistente stato d'assedio insorge contro gli occupanti tedeschi (appoggiati a loro volta da gruppi di fascisti locali) liberando di fatto la città.
- 14 settembre - Mussolini annuncia la creazione di quello che poi sarà la Repubblica Sociale Italiana.[9]
- 28 novembre - appello agli studenti dell'Università di Padova di Concetto Marchesi a favore dell'impegno diretto per la liberazione dell'Italia dall'occupazione nazifascista e per la ricostruzione del paese[12].
- 28 novembre - Giaime Pintor scrive l'"ultima lettera"; lo studioso di fronte al crollo politico-morale dell'Italia esorta gli intellettuali ad una scelta di campo antifascista e a prendere parte attiva alla lotta partigiana considerata la possibilità di nuovo Risorgimento[13].

## 1944
- 27 gennaio - Viene ucciso ad Alto durante uno scontro contro reparti nazifascisti il medico e comandante partigiano Felice Cascione, capo dei reparti garibaldini attivi sulle montagne sopra Imperia[14]
- 22 marzo - Fucilazione di cinque partigiani al Campo di Marte a Firenze da parte di militi della Muti[15]
- 23 marzo - Attentato di via Rasella: a Roma, sedici componenti dei Gruppi di Azione Patriottica, comandati da Carlo Salinari e Franco Calamandrei, mettono in atto un attacco contro un reparto del III battaglione del reggimento di SS Bozen; muoiono trentatré SS, trentotto rimangono ferite; muoiono anche dei civili.[16]
- 31 marzo - termina con un fallimento il rastrellamento tedesco in Val Maira contro le formazioni partigiane Giustizia e Libertà che riescono ad evitare la distruzione e rimangono attive; successo partigiano anche in Valle Stura in aprile[17]
- 1º aprile - Heinrich Himmler dichiara "zona infestata dalle bande" l'Italia centrale e settentrionale e assegna al generale Karl Wolff la direzione superiore della repressione; conflitto di competenze con il feldmaresciallo Albert Kesselring sulla catena di comando della guerra anti-partigiana[18]
- 2 aprile - Inizia a Torino il processo contro i componenti del Comitato Militare della Resistenza in Piemonte; il giorno 5 aprile al poligono del Martinetto, dopo essere stati condannati a morte, verranno fucilati alla schiena dai militi della RSI otto partigiani, tra cui il generale Perotti, il comunista Giambone, gli azionisti Balbis e Braccini[19].
- 15 aprile - A Firenze tre gappisti, tra cui Bruno Fanciullacci e Antonio Ignesti, uccidono a colpi di pistola Giovanni Gentile, studioso e filosofo aderente alla RSI[20]
- 18 aprile - il generale delle SS Willi Tensfeld, capo della polizia tedesca e delle SS nell'Italia nord-occidentale, dirige una conferenza con gli ispettori regionali della Guardia Nazionale Repubblicana per coordinare la "guerra alle bande" e per contrastare la crescente attività partigiana[21]
- 30 maggio - Accordo di Saretto tra il delegato del CLN piemontese, Dante Livio Bianco, e il comandante della resistenza francese nel settore alpino, Juvenal, per la collaborazione contro l'occupante[22]
- 15 giugno - Conferenza dei capi militari della Repubblica di Salò per organizzare la "guerra alle bande"; alla presenza del maresciallo Rodolfo Graziani, i generali Archimede Mischi, Renzo Montagna e Filippo Diamanti valutano i "ribelli" a circa 82.000 uomini, sottolineano la difficile situazione delle forze fasciste e propongono una dura repressione con cattura di ostaggi e rappresaglie sui famigliari dei disertori[23].
- 19 giugno - Il CLNAI decreta la costituzione del Corpo Volontari della Libertà (CVL) che raggruppa tutte le forze partigiane; il comando generale del CVL verrà assunto dal generale Raffaele Cadorna "Valenti" e dai due vicecomandanti Luigi Longo "Gallo" e Ferruccio Parri "Maurizio"[24]
- 20 luglio - Comincia il rastrellamento nazifascista in Val Chisone contro i partigiani autonomi guidati da Maggiorino Marcellin "Bluter"; dopo quasi due mesi di scontri nella zona del Sestriere ed una difficile ritirata in alta montagna, le forze partigiane sfuggono alla distruzione ed il 10 settembre ritornano nella Val Chisone e riprendono l'attività di guerriglia[25]
- 29 settembre - inizia il rastrellamento della 16. Panzergrenadier-Division-SS nell'area di Marzabotto per attaccare la Brigata Partigiana Stella Rossa; l'operazione terminerà il 5 ottobre con la distruzione, dopo dura resistenza, delle forze partigiane e con una serie di stragi nazifasciste che causeranno la morte di oltre 700 civili tra la popolazione locale[26].

## 1945
- 25 aprile - liberazione di Milano e Torino
- 28 aprile - ucciso a Giulino di Mezzegra il Duce e l'amante Claretta Petacci
- 29 aprile - vengono esposti a Piazzale Loreto i corpi, appesi per i piedi, del generale Giuseppe gelormini, Benito Mussolini, Clara Petacci, Achille Starace, Alessandro Pavolini  ed altri gerarchi fascisti uccisi sul Lago di Como [27]
- 1 maggio - il generale Schutzstaffel Karl Wolff e il comandante in capo della 10^ Armata tedesca, Generale Heinrich von Vietinghoff, firmarono un documento di resa incondizionata e cessarono le ostilità.[28]